# USS Quincy (CA-71)
USS Quincy (CA-71) là một tàu tuần dương hạng nặng lớp Baltimore của Hải quân Hoa Kỳ được chế tạo trong Chiến tranh Thế giới thứ hai. Nguyên mang tên USS Saint Paul, con tàu được đổi tên thành Quincy, theo tên thành phố Quincy thuộc tiểu bang Massachusetts, trước khi hạ thủy nhằm tưởng niệm chiếc tàu tuần dương hạng nặng Quincy (CA-39) đã bị đánh chìm trong Trận chiến đảo Savo vào ngày 9 tháng 8 năm 1942; vì vậy nó trở thành chiếc tàu chiến thứ ba của Hải quân Mỹ được đặt cái tên này.
Quincy đã hoạt động tại cả hai mặt trận châu Âu và Thái Bình Dương, từng phục vụ đưa Tổng thống Roosevelt tham dự Hội nghị Yalta năm 1945. Được xuất biên chế sau khi chiến tranh kết thúc, nó được cho tái hoạt động vào năm 1952 để góp mặt trong Chiến tranh Triều Tiên trước khi xuất biên chế lần sau cùng vào năm 1954, rút đăng bạ năm 1973 và bị bán để tháo dỡ vào năm 1974. Quincy được tặng thưởng bốn Ngôi sao Chiến trận do thành tích phục vụ trong Thế Chiến II, rồi thêm một Ngôi sao Chiến trận khác khi tham gia cuộc Chiến tranh Triều Tiên.

## Thiết kế và chế tạo

### Thiết kế
Sau khi những giới hạn về tải trọng của tàu tuần dương hạng nặng do Hiệp ước Hải quân Washington quy định được dỡ bỏ, lớp Baltimore được thiết kế về căn bản dựa trên chiếc USS Wichita, và một phần cũng dựa trên lớp tàu tuần dương hạng nhẹ lớp Cleveland đang được chế tạo. Những chiếc Baltimore có trong lượng choán nước tiêu chuẩn lên đến 14.500 tấn Anh (14.733 t), và trang bị chín khẩu pháo 8 in (200 mm) trên ba tháp pháo ba nòng. So với lớp Wichita, vũ khí phòng không hạng nhẹ tiếp tục được tăng cường: 12 khẩu đội Bofors 40 mm bốn nòng (48 nòng pháo) cùng với 20-28 khẩu Oerlikon 20 mm. Sau Thế chiến II, pháo phòng không 20 mm bị tháo dỡ do kém hiệu quả, và pháo Bofors 40 mm được thay thế bằng pháo 3-inch/50-caliber trong thập niên 1950.

### Chế tạo
Được chấp thuận cho chế tạo vào ngày 17 tháng 6 năm 1940, Saint Paul được đặt lườn bởi chi nhánh đóng tàu của hãng Bethlehem Steel Company tại Quincy, Massachusetts vào ngày 9 tháng 10 năm 1941; rồi được đổi tên thành Quincy vào ngày 16 tháng 10 năm 1942. Nó được hạ thủy vào ngày 23 tháng 6 năm 1943; được đỡ đầu bởi Bà Henry S. Morgan, con gái Charles Francis Adams, và được cho nhập biên chế tại Xưởng hải quân Boston, Massachusetts vào ngày 15 tháng 12 năm 1943 dưới quyền chỉ huy của hạm trưởng, Đại tá Hải quân Elliot M. Senn.

## Lịch sử hoạt động

### Chiến tranh Thế giới thứ hai
Sau chuyến đi chạy thử máy tại khu vực vịnh Paria, giữa Trinidad và Venezuela, chiếc tàu tuần dương mới được phân về Lực lượng Đặc nhiệm 22 vào ngày 27 tháng 3 năm 1944, và tiến hành huấn luyện tại vịnh Casco, Maine, cho đến khi nó lên đường hướng sang Belfast, Bắc Ireland cùng với Đội đặc nhiệm 27.10. Quincy đến nơi vào ngày 14 tháng 5 để trình diện với Tư lệnh Hạm đội 12 Hải quân Hoa Kỳ. Đại tướng Dwight D. Eisenhower, Tổng tư lệnh Lực lượng Viễn chinh Đồng Minh, có Chuẩn đô đốc Alan G. Kirk tháp tùng, đã thị sát con tàu tại Belfast Lough vào ngày 15 tháng 5 năm 1944.

#### Normandy và miền Nam nước Pháp
Quincy khởi hành từ Belfast Lough vào ngày 20 tháng 5 đi đến River Clyde và thả neo ngoài khơi Greenock, Scotland để bắt đầu đợt huấn luyện đặc biệt nhằm bắn phá bờ biển. Sau đó nó quay trở về Belfast Lough và bắt đầu những chuẩn bị sau cùng cho việc chiếm đóng lục địa châu Âu. Lúc 05 giờ 37 phút ngày 6 tháng 6 năm 1944, trong thành phần của Lực lượng Đặc nhiệm 125, nó đối đầu với các khẩu đội pháo trên bờ từ vị trí bên sườn phải của bãi Utah, Baie de la Seine. Phi đội trinh sát VCS-7 của Hải quân Mỹ, một đơn vị sử dụng những chiếc Supermarine Spitfire VB và Seafire III, được điều động phối hợp nhằm trinh sát mục tiêu và kiểm soát hỏa lực.
Từ ngày 6 đến ngày 17 tháng 6, được sự phối hợp của các đội kiểm soát hoả lực trên bờ và máy bay trinh sát, Quincy tiến hành các cuộc bắn pháo chính xác xuống các đơn vị pháo binh di động của đối phương cùng các điểm tập trung xe tăng, binh lính và xe vận tải. Nó cũng vô hiệu hóa và phá hủy các khẩu đội pháo hạng nặng tầm xa, và hỗ trợ các hoạt động quét mìn tiến hành dưới tầm hỏa lực của đối phương, và đối đầu với các khẩu đội pháo đối phương đăng bắn vào thủy thủ của các tàu khu trục Corry, Glennon và Rich, vốn đang tìm cách bỏ tàu sau khi những chiếc này trúng phải mìn. Sau đó nó tham gia vào việc tấn công thị trấn Quineville vào ngày 12 tháng 6 năm 1944.
Quincy di chuyển đến Isle of Portland, Anh Quốc vào ngày 21 tháng 6 và gia nhập Lực lượng Đặc nhiệm 129. Nó rời Portland ngày 24 tháng 6 hướng đến Cherbourg, Pháp, tiến hành bắn pháo vào các khẩu đội chung quanh thành phố phối hợp với cuộc tấn công của Lục quân lúc 12 giờ 07 phút. 19 trong số 21 mục tiêu chủ yếu dành cho lực lượng đặc nhiệm đã được vô hiệu hóa thành công hay bị tiêu diệt, cho phép lực lượng của Lục quân chiếm được thành phố này cùng ngày hôm đó.
Chiếc tàu tuần dương hạng nặng lên đường vào ngày 4 tháng 7 hướng đến Mers-el-Kebir, Bắc Phi, đến nơi vào ngày 10 tháng 7, và vào ngày 16 tháng 7 lại tiếp tục đi đến Palermo, Sicilia, đến nơi hai ngày sau đó. Đặt căn cứ tại Palermo cho đến ngày 26 tháng 7, Quincy tiến hành các cuộc thực tập bắn phá bờ biển tại Camarota trong vịnh Policastro. Sau đó nó di chuyển đến Malta ngang qua eo biển Messina. Từ ngày 27 tháng 7 đến ngày 13 tháng 8, chiếc tàu chiến tham gia các cuộc huấn luyện tại Malta và Camarota, Ý.
Trưa ngày 13 tháng 8, cùng với bốn tàu tuần dương Anh, một tàu tuần dương Pháp và bốn tàu khu trục Mỹ, Quincy rời Malta cho cuộc đổ bộ lên bờ biển miền Nam nước Pháp, đi đến vịnh Cavalaire vào ngày 15 tháng 8. Trong ba ngày, hải đội này đã bắn pháo hỗ trợ cho những đơn vị bên sườn trái của Tập đoàn quân 3 Hoa Kỳ. Quincy được chuyển sang Đội đặc nhiệm 86.4 vào ngày 19 tháng 8, và cho đến ngày 24 tháng 8 đã đối đầu với những khẩu đội pháo hạng nặng tại Toulon, St. Mandrier và mũi Sicie. Nó di chuyển về phía Tây vào trưa ngày 24 tháng 8 để hỗ trợ các hoạt động quét mìn nhằm dọn sạch luồng ra vào Port de Bone trong khu vực Marseille.

#### Hội nghị Yalta
Quincy được cho tách khỏi các nhiệm vụ tại châu Âu vào ngày 1 tháng 9 để quay về Boston, đến nơi một tuần sau đó. Nó ở lại Boston cho đến ngày 31 tháng 10 để tái trang bị và bổ sung thêm thiết bị mới, rồi lên đường tiến hành huấn luyện tại vịnh Casco. Sau khi được trang bị tại Boston cho một chuyến đi của Tổng thống, Quincy lên đường đi Hampton Roads, Virginia vào ngày 16 tháng 11.
Tổng thống President Roosevelt cùng đoàn tủy tùng đã lên tàu vào ngày 23 tháng 1 năm 1945 tại Newport News, Virginia, cho một chuyến đi đến Malta, và đã đến nơi vào ngày 2 tháng 2. Sau khi được Thủ tướng Anh Quốc Winston Churchill và các chức sắc cao cấp viếng thăm, Tổng thống Roosevelt rời Quincy tiếp tục chặng đường đi đến Krym tham dự Hội nghị Yalta bằng đường không.

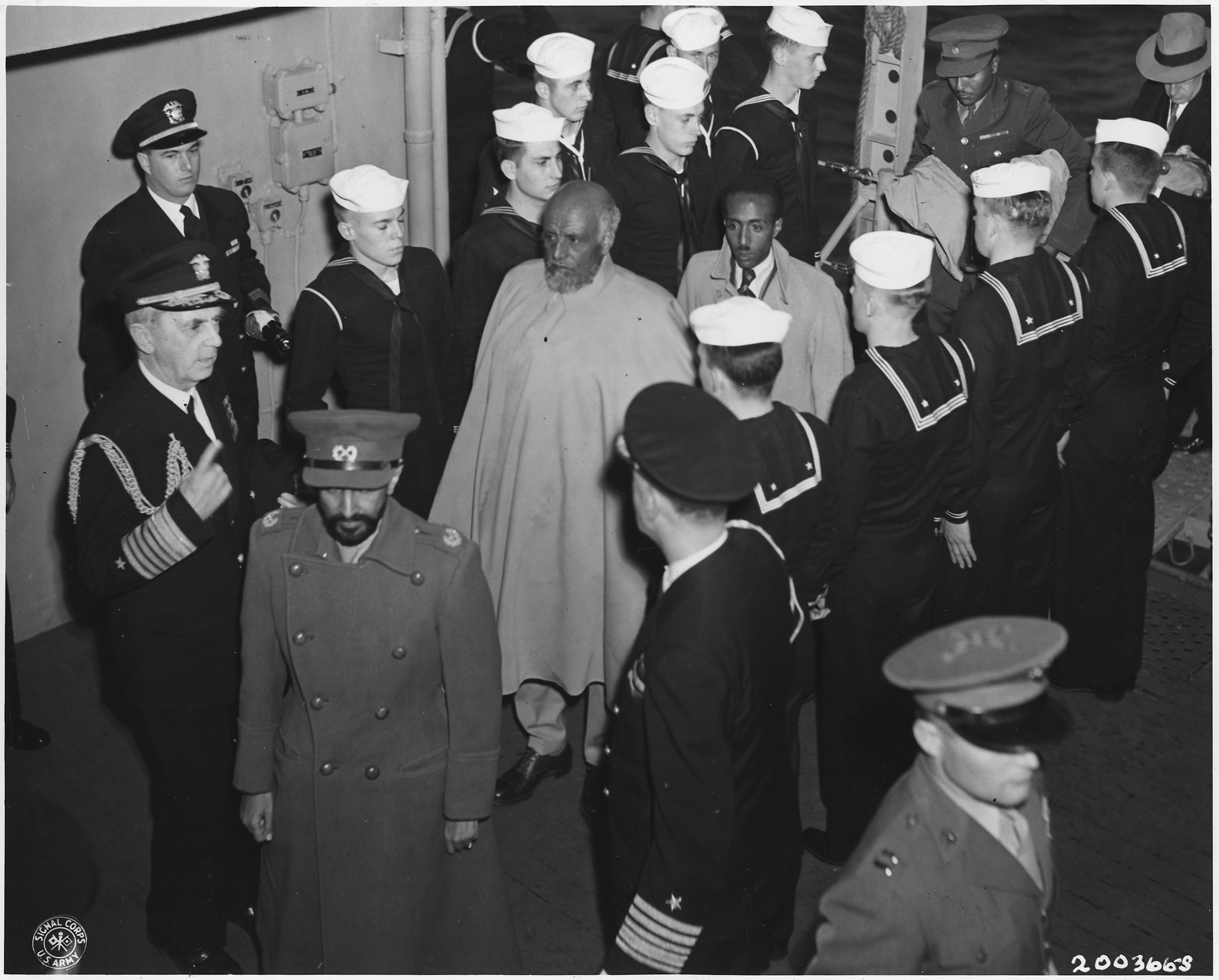
Quốc vương Ethiopia đang lưu vong Haile Selassie bên trên Quincy, năm 1945

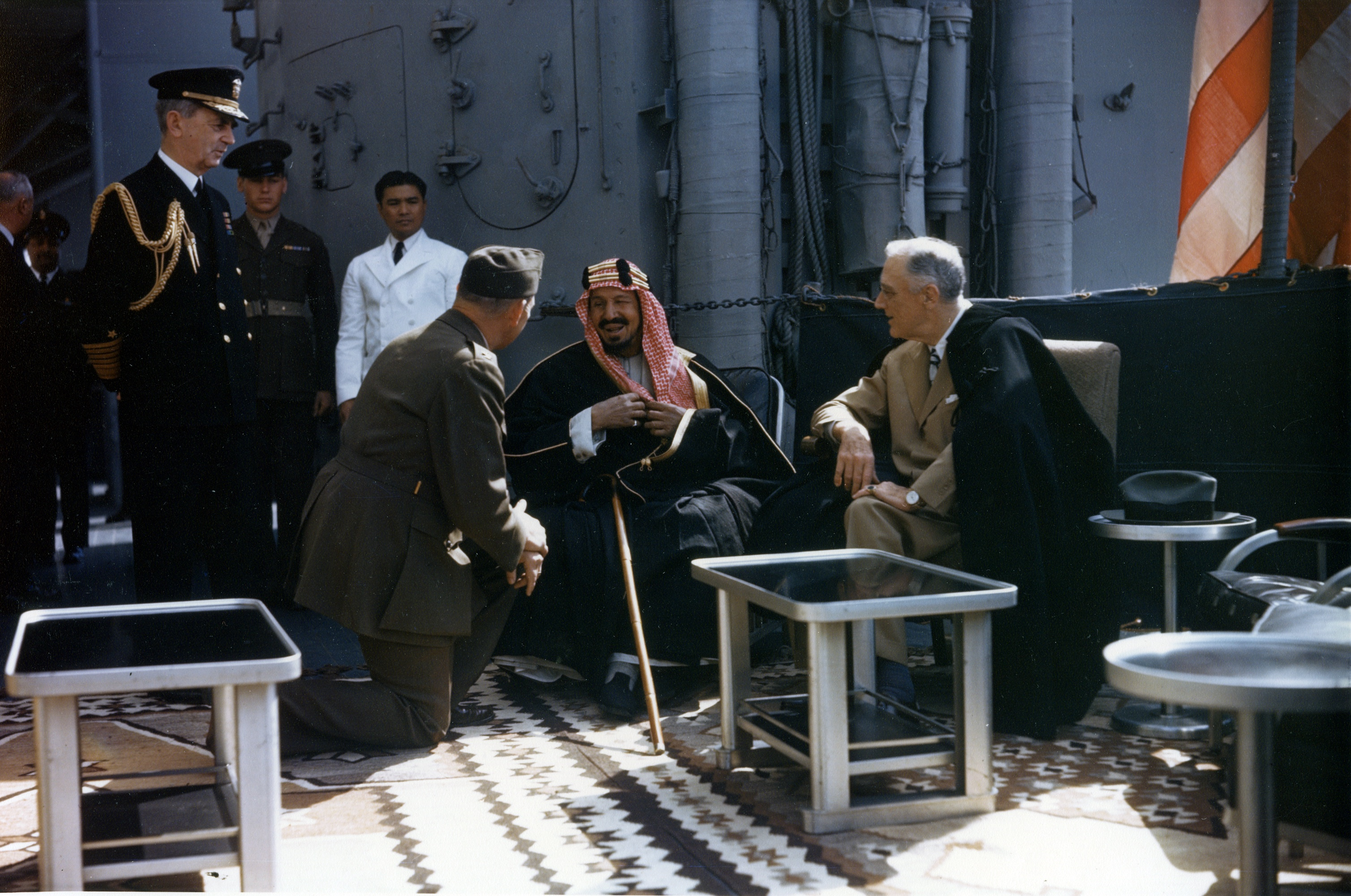
Quốc vương Ả Rập Xê Út Ibn Saud trò chuyện cùng Tổng thống Franklin Roosevelt trên tàu tại hồ Great Bitter, có mặt Đô đốc William D. Leahy phía bên trái

Quincy rời Malta vào ngày 6 tháng 2 và đi đến hồ Great Bitter tại khu vực kênh đào Suez hai ngày sau đó sau khi ghé qua Ismalia, Ai Cập. Tổng thống và đoàn tùy tùng quay trở lại vào ngày 12 tháng 2, và vào ngày hôm sau đ̃a gặp gỡ Quốc vương Ai Cập Farouk và Quốc vương Ethiopia Haile Selassie. Tổng thống Roosevelt cũng tiếp đón Quốc vương Ả Rập Xê Út Ibn Saud trên tàu vào ngày 14 tháng 2. Sau khi ghé qua Alexandria và một cuộc hội đàm cuối cùng giữa Tổng thống Roosevelt và Thủ tướng Churchill, Quincy lên đường đi Algiers, đến nơi vào ngày 18 tháng 2. Tiếp theo sau một hội nghị giữa Tổng thống cùng các đại sứ Hoa Kỳ tại Anh, Pháp và Italy, chiếc tàu tuần dương lên đường quay về Hoa Kỳ, về đến Newport News ngày 27 tháng 2.

#### Thái Bình Dương
Quincy khởi hành từ Hampton Roads vào ngày 5 tháng 3, sáp nhập vào Đơn vị Đặc nhiệm 194.5, và đã đi đến Trân Châu Cảng vào ngày 20 tháng 3. Sau khi huấn luyện tại khu vực Trân Châu Cảng, nó lên đường hướng đến Ulithi ngang qua Eniwetok, và đã tham gia Đệ Ngũ hạm đội tại đây vào ngày 1 tháng 4. Hai ngày sau, nó rời Ulithi gia nhập Hải đội Tuần dương 10 dưới quyền chỉ huy của Chuẩn đô đốc Lloyd J. Wiltse, trong thành phần Lực lượng Đặc nhiệm 58, một lực lượng tàu sân bay nhanh dưới quyền Phó đô đốc Marc Mitscher. Từ ngày 16 tháng 4 Quincy hỗ trợ các tàu sân bay trong các cuộc không kích xuống Okinawa, Amami Gunto và Minami Daito Shima. Nó cùng với các đơn vị của lực lượng đặc nhiệm quay trở về Ulithi vào ngày 30 tháng 4.
Quincy cùng với các đơn vị của Lực lượng Đặc nhiệm 58 rời Ulithi vào ngày 9 tháng 5 đi đến khu vực phía Đông Kyūshū, đến nơi vào ngày 12 tháng 5 để thực hiện các cuộc không kích từ tàu sân bay xuống Amami Gunto và Kyūshū. Trước lúc bình minh ngày 14 tháng 5, chiếc tàu tuần dương đã bắn rơi một máy bay Nhật Bản. Thủy phi cơ của chính nó cũng tham gia bắn phá các mục tiêu tại Omonawa ở Tokunoshima vào ngày 19 tháng 5. Quincy tiếp tục hỗ trợ cho các cuộc không kích từ tàu sân bay xuống Okinawa, Tokunoshima, Kikai Jima, Amami Gunto và Asumi Gunto cho đến khi lực lượng quay trở về căn cứ vào ngày 13 tháng 6. Trên đường đi, Quincy thoát được một cơn bão hung dữ vào ngày 5 tháng 6.
Trong giai đoạn tiếp liệu và bảo trì tại Leyte, Chuẩn Đô đốc Wiltse, Tư lệnh Hải đội Tuần dương 10, chuyển cờ hiệu của mình sang chiếc Quincy. Chiếc tàu tuần dương rời Leyte vào ngày 1 tháng 7 cùng với Lực lượng Đặc nhiệm 38 bắt đầu một giai đoạn không kích các hòn đảo chính quốc Nhật Bản vốn kéo dài cho đến khi cuộc xung đột chấm dứt. Nó hỗ trợ cho các cuộc tấn công bằng tàu sân bay lên khu vực đồng bằng Tokyo, Honshū, Hokkaidō và Shikoku.
Quincy tham gia lực lượng hỗ trợ vào ngày 23 tháng 8, và bốn ngày sau đã trợ giúp vào việc chiếm đóng Sagami Wan, và nó tiến vào vịnh Tokyo ngày 1 tháng 9. Ngày 17 tháng 9, Chuẩn đô đốc Wiltse chuyển cờ hiệu của mình sang tàu tuần dương hạng nhẹ Vicksburg, và vào ngày 20 tháng 9, Quincy lại gia nhập Đệ Ngũ hạm đội như một đơn vị của Lực lượng Đặc nhiệm 53 đặt căn cứ tại vịnh Tokyo.

### Chiến tranh Triều Tiên
Quincy được cho xuất biên chế vào ngày 19 tháng 10 năm 1946 tại Xưởng hải quân Puget Sound ở Bremerton, Washington. Nó được đưa về Hạm đội Dự bị Thái Bình Dương thuộc Đội Bremerton. Nó bị bỏ không cho đến ngày 31 tháng 1 năm 1952, khi được cho tái biên chế để phục vụ cùng Đệ Thất hạm đội nhằm hỗ trợ cho lực lượng Liên Hợp Quốc trong cuộc Chiến tranh Triều Tiên. Sau khi được tái trang bị và huấn luyện, Quincy đã hộ tống cho các đội đặc nhiệm tàu sân bay nhanh hoạt động ngoài khơi bờ biển Triều Tiên từ ngày 25 tháng 7 đến ngày 1 tháng 12 năm 1953.
Quincy lại được cho xuất biên chế tại Bermerton vào ngày 2 tháng 7 năm 1954. Được cho rút tên khỏi danh sách Đăng bạ Hải quân vào ngày 1 tháng 10 năm 1973, nó là chiếc cuối cùng trong lớp giữ lại các khẩu pháo phòng không Bofors 40 mm thay vì được nâng cấp lên kiểu hải pháo 76 mm (3 inch)/50 caliber mới hơn. Nó được bán cho hãng American Ship Dismantling Co., tại Portland, Oregon để tháo dỡ vào ngày 1 tháng 9 năm 1974 với trị giá 1.156.667,66 Đô la Mỹ.

## Phần thưởng và di sản
Quincy được tặng thưởng bốn Ngôi sao Chiến trận do thành tích phục vụ trong Chiến tranh Thế giới thứ hai; sau đó nó còn được tặng thưởng một ngôi sao khác khi tham gia cuộc Chiến tranh Triều Tiên.
|                           |  | Bronze star · Bronze star |
| Bronze star · Bronze star |  |                           |
|                           |  | Bronze star               |
|                           |  |                           |

| Dãi băng Hoạt động Tác chiến                                                 | Huân chương Chiến dịch Hoa Kỳ                | Huân chương Chiến dịch Châu Á-Thái Bình Dương với 2 Ngôi sao Chiến trận |
| Huân chương Chiến dịch Châu Âu-Châu Phi-Trung Đông với 2 Ngôi sao Chiến trận | Huân chương Chiến thắng Thế Chiến II         | Huân chương Phục vụ Chiếm đóng Hải quân (Nhật Bản)                      |
| Huân chương Phục vụ Chiếm đóng Hải quân (Đức)                                | Huân chương Phục vụ Phòng vệ Quốc gia        | Huân chương Phục vụ Triều Tiên với 1 Ngôi sao Chiến trận                |
| Đơn vị Tuyên dương Tổng thống (Hàn Quốc)                                     | Huân chương Liên Hợp Quốc Phục vụ Triều Tiên | Huân chương Phục vụ Chiến tranh Triều Tiên (Hàn Quốc)                   |

Nhằm tôn vinh việc gặp gỡ giữa Quốc vương Abdul Aziz và Tổng thống Franklin D. Roosevelt bên trên chiếc Quincy, chỗ ở chính thức của Đại sứ Hoa Kỳ tại Ả Rập Xê Út được đặt tên là Quincy House tọa lạc tại khu vực ngoại giao của Riyadh. Vào năm 1995, để kỷ niệm 50 năm ngày gặp gỡ, Đại sứ Hoa Kỳ vào lúc đó Ray Mabus đã cho khánh thành một mô hình chi tiết về cuộc gặp gỡ trên chiếc Quincy, được thực hiện bởi những khoản quyên góp tư nhân, và mô hình này hiện vẫn đang được trưng bày tại Quincy House.
Chiếc chuông của Quincy được bảo tồn và đang được trưng bày tại Constitution Common ở Quincy, Massachusetts.